# Rhus tumulicola
Rhus tumulicola là một loài thực vật có hoa trong họ Đào lộn hột. Loài này được S. Moore miêu tả khoa học đầu tiên.